# 以色列—毛里求斯关系
以色列-毛里求斯关系是以色列国和毛里求斯共和国之间的双边关系。以色列驻肯尼亚内罗毕大使馆兼辖针对毛里求斯的外交事务。毛里求斯在特拉维夫派有一位名誉领事，名叫雷格夫·纳夫塔利。

## 概述
1968年，毛里求斯独立后，以色列国与毛里求斯共和国正式建立关系。由于对撒哈拉以南非洲国家的抵制，毛里求斯决定与以色列断绝关系。1993年9月30日，两国重新建立了关系。
以色列和毛里求斯之间的经济关系不大。2015年两国双边贸易总额为570万美元，其中以色列对毛里求斯出口4.1万美元的商品，以色列从毛里求斯进口1.6万美元的商品。